# 塚瀨紀子
塚瀨紀子（日语： Tsukase Noriko，1945年12月23日—1989年5月15日），日本女性配音員、歌手。出身於神奈川縣。青二Production最終所屬。曾有些作品工作人員表以表示。身高155cm。B型血。

## 經歷
塚瀨紀子高中2年級在廣播比賽縣內廣播比賽中獲得第二名。
她本身對聲音很有興趣，決定嘗試自己喜歡的東西。因此高中畢業後，進入了東京才藝中心。
從才藝中心畢業後，她出現在帳篷劇院並擔任藝人。
之後，她擔任關東廣播電台的唱片騎師。1970年，她開始了自己的配音員生涯，當時她開始擔任電視節目《做得到嗎》的旁白。晚年作為香頌歌手的活躍，擅長的是「Mauvais Garçon」。
在大阪電視人才局工作後，最終所屬於青二Production。
1989年1月下旬，她住院並不得不辭去一切職務。
1989年5月15日，她因直腸癌在東京立川醫院去世。享年43歲。她曾經一度恢復到即將出院的地步，但這是在她的病情再次惡化之後發生的。

## 人物
聲種：女低音。
憑藉她沙啞而獨特的嗓音，她能夠扮演各種各樣的角色，從女性到男性，甚至動物角色。
據山口奈奈說，塚瀨是個思維敏捷、工作勤奮的人，每天的日程安排得很滿，包括玩三味線、跳舞和英語會話。
興趣：網球、游泳、高爾夫、水肺潛水。

## 演出
粗體字表示主要角色。

### 電視動畫
1972年
- 酒釀櫻桃巧克力CoCo（日语：モンシェリCoCo）（那塔莉）
- 惡魔人（妖獸甘德[12][13]）

1973年
- 科學小飛俠（少年、小孩）
- 甜心戰士（1973年—1974年，阿露佛奴[14]）
- 小青蛙（日语：けろっこデメタン）（鰻魚尼奧羅吉、蠑螈盛太）
- 哆啦A夢 (日本電視台版)（胖子）
- 巴比倫2世 (1973年版)
- 玲瓏三勇士

1974年
- 阿爾卑斯的少女海蒂（蒂妮特）
- 卡利麥羅 (1972年版)
- 金剛大魔神（新一）
- 蓋特機器人（早乙女美由紀[15]）
- 瓢蟲之歌（一週金太郎）
- 咚隆隆炎魔君
- 魔女小惠（1974年—1975年，鄉農[16]）

1975年
- 蓋特機器人G（蛇王鬼〈小時候〉[15]）
- 鋼鐵吉克（晶）
- 少年德川家康（德千代）

1976年
- 大空魔龍鎧金（1976年—1977年，八郎[17]）
- 超電磁機器人 孔巴德拉V（女帝賈內拉、一木知惠）
- 布洛卡軍團IV 無敵飛天俠（早見仁太[18]）
- 保羅歷險記（湯姆）
- 陰陽電磁俠（肥前薰）
- 飛鷹一號
- 一休和尚

1977年
- 咪咪流浪記（班賈曼·阿坎）
- 棒球少年貫太（日语：一発貫太くん）（朋江、智子的母親、小太郎）
- 西頓動物記：熊之子傑基（日语：シートン動物記 くまの子ジャッキー）（傑姬[19]）
- 鐵臂馬魯斯
- 超人戰隊巴拉達（法蘭科[20]）
- （塔姆塔姆）
- 小雙俠 (1977年版)（女王、河太郎）
- 惑星機器人 丹加德A（月島努）

1978年
- 宇宙海賊哈洛克船長（1978年—1979年，馬蘇桑[21] 等）
- 冒險五傑（彭波）
- 銀河鐵道999（ツルー）
- 新·巨人之星
- 佩琳物語
- 星星王子 小王子（日语：星の王子さま プチ・プランス）（切爾卡）
- 魔女子Tickle（武）
- 未來少年柯南（泰拉[22]）

1979年
- 西頓動物記：小松鼠斑斑（巴納[23]）
- 新·巨人之星II
- Z超人（日语：ゼンダマン）（長靴貓）
- 大恐龍時代（日语：大恐竜時代）（巧比[24]）
- 前髮太郎（日语：まえがみ太郎）（牛鬼之子[25]）
- 無敵鋼人泰坦3（Commander-Z）

1980年
- 明日之丈2（1980年—1981年）
- 加油權兵衛（日语：がんばれゴンベ）（三太郎）
- 魔法少女拉拉貝爾（手子[26]）
- 大白鲸（白川學[27]）
- 燃燒巴亞瑟 白馬的王子（漢斯[28]）

1981年
- 早安！蘇龐克（日语：おはよう!スパンク）（蘇龐克[29]）
- 怪物小王子 (1980年版)（羅丹）
- 河馬園長的動物園日紀（日语：カバ園長の動物園日記）（女性飼育人員）
- 甜甜的美妙冒險（日语：ハニーハニーのすてきな冒険）
- 真知子老師（1981年—1983年，龜山龜夫[30]）
- 汪汪三劍客（法蘭索瓦）

1982年
- 大口妹（日语：あさりちゃん）（伊原〈初代〉、貴之）
- 逆轉一發人（日语：逆転イッパツマン）（春坊[31]）
- 心跳今夜（高見山惠美子）
- 怪博士與機器娃娃 (1981年版)（貓）
- （難陀郎[32]）
- 魔法公主 明琪桃子（日语：魔法のプリンセス ミンキーモモ）（盧卡斯）
- 野生的咆嘯（日语：野生のさけび）

1983年
- 光速電神阿爾貝加斯（木美彈子[33]）
- 停止!! 雲雀（梶光男的母親）
- SPACE COBRA
- （瑪莎）
- Pure島的朋友們（日语：ピュア島の仲間たち）（紅色堅果）
- 奈奈子SOS（日语：ななこSOS）（高圓寺）
- 小超人帕門 (1983年版)（女扒手、大嬸、聰、春美）
- 帕塔里洛（日语：パタリロ!）
- 無敵三四郎（1983年—1984年，山口章太）
- 漫畫日本史（日语：まんが日本史 (日本テレビ)）
- 咪姆多彩夢幻之旅（玉三郎）
- 漫畫伊索寓言（日语：まんがイソップ物語 (テレビアニメ)）

1984年
- Gu-Gu甘莫（日语：Gu-Guガンモ）（阿米）
- 樹熊歷險記（日语：コアラボーイコッキィ）（帕妮）
- 北斗神拳（次郎）
- 星槍士俾斯麥（科露那、貝拉、朵莉咪）
- 宗谷物語（日语：宗谷物語）（健治）
- 高帽子的梅莫兒（吉米）
- 名偵探福爾摩斯（鸚鵡）

1985年
- 鬼太郎 (第3作)（1985年－1987年，赤名〈初代〉、秀夫、岡田、俊夫、健二、昭夫、哈查）
- 俏皮小百寶（吉之介[34]）
- 夢幻之星的波坦諾斯（日语：夢の星のボタンノーズ）（索瓦爾）

1986年
- 宇宙小超人的諺語物語（日语：ウルトラマンキッズのことわざ物語）（路奇）
- 加油！吉塔斯（石井健太[35]）
- 褞袍超人（佐藤一[36]／褞袍超人）
- 高爾夫頑童猿丸（小飛猿）

1987年
- 新楓葉鎮物語 棕櫚鎮篇（格塔[37]、蝙蝠格塔）
- 七龍珠（剛治）

1988年
- 奇天烈大百科（艾爾）
- 魁!! 男塾（極小路秀麻呂[38]）
- 城市獵人2（路西法麗）
- 鬥將!! 拉麵男（杏仁）
- 光頭騙子禿丸（日语：つるピカハゲ丸）（禿田禿丸〈初代〉）
- 甜蜜小天使 (1988年版)（甘莫〈初代〉[39]、芝麻〈初代〉）

### 電影動畫
1974年
- 蒸氣機車也衛門 D51的大冒險（日语：きかんしゃやえもん D51の大冒険）（花田[40]）
- 劇場版 仙女下凡（鄉農）

1975年
- 仙女下凡：月亮使者（鄉農）

1977年
- 世界名作童話 白鳥的王子（日语：世界名作童話 白鳥の王子）（王子）

1978年
- 宇宙海賊哈洛克船長：阿爾卡迪亞號之謎（馬蘇桑[41]）

1980年
- 魔法少女拉拉貝爾：海在呼喚的暑假（竹村輝子／手子）

1981年
- 劇場版 明日之丈2

1982年
- 劇場版 早安！蘇龐克（日语：おはよう!スパンク#映画版）（蘇龐克[42]）
- 浮浪雲（日语：浮浪雲）（安吾[43]）

1983年
- 劇場版 漫畫伊索寓言（日语：まんがイソップ物語 (映画)）（兔子）
- 神奇獨角馬：前往魔法之島（日语：ユニコ#映画第二作『ユニコ 魔法の島へ』）（馬爾斯）

1985年
- 劇場版 高帽子的梅莫兒（吉米）

1987年
- 新楓葉鎮物語 棕櫚鎮篇 ～你好！新的小鎮～（日语：新メイプルタウン物語 パームタウン編 (1987年の映画)）（格塔）

1988年
- 劇場版 魁!! 男塾（極小路秀麻呂）

### OVA
- BIRTH（日语：BIRTH (OVA)）（1984年，伊諾加尼庫·貝比）

### 外語配音

#### 電影
- 油脂（維亞〈瓊·布朗迪爾（英语：Joan Blondell）〉）※朝日電視台版。
- 瘋狂特務女殺手（英语：Le magnifique）（柏格太太〈莫妮克·塔爾貝絲（法语：Monique Tarbès）〉）
- 緊急搜捕令（黑人女性〈瑪格麗特·艾弗瑞（英语：Margaret Avery）〉）※朝日電視台版。

#### 電視影集
- 神仙家庭（英语：Bewitched）（查理的母親）
- 邁阿密風雲（安坡·安妮〈卡拉·塔布蕾爾莉（英语：Karla Tamburrelli）〉）

### 特攝影集
- 伏魔三劍俠（迪揚加的聲音）
- （硬幣怪獸卡內貢（日语：カネゴン）的聲音）
- SF劇場 猴子軍團（日语：SFドラマ 猿の軍団）（蒙塔的聲音）

### 電視節目
- 與媽媽同樂（日语：おかあさんといっしょ）
- 做得到嗎（日语：できるかな）（旁白〈初代〉）
- （的聲音）

### 電視劇
- 東京警備指令 東京用心棒（日语：東京警備指令 ザ・ガードマン）（TBS，第236話／1969年）

### 人形劇
- （眼鏡）[注 2]

### 廣播節目
- All Night Partner 週四深夜（助理，主持人是播報員林洋右（日语：林洋右）〈關東電台，現日本廣播電台〉。途中因外傷性頸部症候群（日语：外傷性頸部症候群）惡化而降板，到節目終了一直沒有重返）
- 電台廣告（1984年）

## 歌唱樂曲
- （1981年，東芝舞蹈教材系列／規格編號：TS-4880）
  - 作詞：城野賢一，作曲、編曲：福田和禾子（日语：福田和禾子）}，歌：塚瀨紀子、子門真人
- （1981年3月，電視動畫《早安！蘇龐克（日语：おはよう!スパンク）》第1期片尾主題曲／規格編號：KV-2031）
  - 作詞：倉久兼人、荒木豐久，作曲、編曲：馬飼野康二，歌：塚瀨紀子
- （1981年9月，電視動畫《早安！蘇龐克》第2期片尾主題曲／規格編號：KV-2043）
  - 作詞：立原，作曲：藤山節雄，編曲：馬飼野康二，歌：塚瀨紀子
- （1987年4月，電視動畫《新楓葉鎮物語 棕櫚鎮篇》插入歌／規格編號：CAK-814）
  - 作詞、作曲：小明子，編曲：松井忠重（日语：松井忠重），歌：塚瀨紀子、龍田直樹

## 繼任
塚瀨逝世後，以下人員接替了這些角色：
| 繼任       | 角色名       | 概要作品                   | 繼任初次擔當作品                       |
| ---------- | ------------ | -------------------------- | -------------------------------------- |
| 杉山佳壽子 | 禿田禿丸     | 《光頭騙子禿丸》           | 《光頭騙子禿丸》第38話                 |
| 野村伸     | 禿田禿丸     | 《光頭騙子禿丸》           | 《戰國修羅SOUL》                       |
| 三田友子   | 甘莫         | 《甜蜜小天使 (1988年版)》  | 《甜蜜小天使 (1988年版)》              |
| 佐藤智惠   | 芝麻         | 《甜蜜小天使 (1988年版)》  | 《甜蜜小天使 (1988年版)》              |
| 一樹和美   | 故事旁述     | 《做得到嗎》               | 《做得到嗎》1989年5月放送集數          |
| 山本百合子 | 鄉農         | 《魔女小惠》               | 《小魔女大作戰》                       |
| 日比野朱里 | 女帝賈內拉   | 《超電磁機器人 孔巴德拉V》 | 《超級機器人大戰IMPACT》               |
| 松岡由貴   | 一木千惠     | 《超電磁機器人 孔巴德拉V》 | 《超級機器人大戰A PORTABLE》           |
| 天野由梨   | 早乙女美由紀 | 《蓋特機器人》             | 《超級機器人大戰A PORTABLE》           |
| 高山南     | 蒂妮特       | 《阿爾卑斯的少女海蒂》     | 《阿爾卑斯的少女海蒂 總集篇》          |
| 長澤直美   | 路奇         | 《宇宙小超人的諺語物語》   | 《宇宙小超人 3000萬光年尋找母親》      |
| 江森浩子   | 極小路秀麻呂 | 《魁!! 男塾》              | 《魁!! 男塾 ～日本啊、這就是男兒！～》 |
| 渡邊久美子 | 楚吉         | 《明日之丈2》              | 《角子機 明日之丈2》                   |

## 腳註

## 外部連結
- 塚瀨紀子｜青二Production （日語）